# シェルター (映画)
『シェルター』（原題：Shelter）は、2010年のアメリカ映画。

## ストーリー
精神分析医のカーラは、多重人格の存在を認めておらず、これまでに何度も偽の多重人格者を見破ってきた。あるとき、父のハーディングからデヴィッドという自称多重人格者を紹介される。早速彼女は彼を診察するのだが、彼女の推論を外れる出来事が次々と起こる。

## キャスト
| 役名                                     | 俳優                           | 日本語吹替 |
| ---------------------------------------- | ------------------------------ | ---------- |
| カーラ・ハーディング・ジェサップ         | ジュリアン・ムーア             | 勝生真沙子 |
| デヴィッド                               | ジョナサン・リース＝マイヤーズ | 藤原啓治   |
| ハーディング博士（カーラの父）           | ジェフリー・デマン             | 巻島康一   |
| バーンバーグ夫人（デヴィッドの母）       | フランセス・コンロイ           | 久保田民絵 |
| スティーヴン・ハーディング（カーラの弟） | ネイサン・コードリー           | 遠藤純平   |
| サミー（カーラの娘）                     | ブルックリン・プルー           | 安武みゆき |
| チャーリー                               | ジョン・ピークス               | 斎藤志郎   |

- その他の声の吹き替え:間宮康弘／鈴木れい子／黒澤剛史／石田嘉代／志田有彩

## 製作
2008年3月にピッツバーグで撮影された。